# Дядченко, Виктор Прохорович
Виктор Прохорович Дядченко (28 мая 1951, Москва — 7 июня 2024) — российский учёный-химик, доктор химических наук, профессор Московского государственного университета имени М. В. Ломоносова.

## Биография
Родился в Москве в семье служащего Прохора Михайловича и учительницы Елены Дмитриевны. Учился в школах № 621, № 647, № 433. Проявлял большой интерес к естественным наукам. Будучи учеником старших классов, был удостоен премии на Московской городской олимпиаде по химии (1967 г.) и на II Всесоюзной олимпиаде по химии (1968 г.). Практически без колебаний определился с выбором вуза и в 1968 году поступил на Химический факультет МГУ.
Первую курсовую работу (Физико-химическое исследование системы MgI2-Mg(OCH3)2-CH3OH) выполнил на кафедре неорганической химии под руководством Наталии Яковлевны Туровой. Эта работа была удостоена Второй премии на Конкурсе курсовых работ. По рекомендации преподавателя неорганической химии Ольги Ивановны Воробьевой продолжил экспериментальную работу на кафедре органической химии в группе Эмилии Георгиевны Переваловой, где заинтересовался исследованием золотоорганических соединений. Во время выполнения дипломной работы впервые получил, описал и исследовал соли золотосодержащего оксония (в том числе трис(трифенилфосфинзолото)оксоний борфторид), которые впоследствии стали исходными веществами во многих работах по химии золота.
Окончил химический факультет МГУ с отличием в 1973 году. С этого года работает на химическом факультете (аспирант, младший научный сотрудник, ассистент, доцент, профессор). С 1977 года — кандидат химических наук (Аурирование органических соединений), с 2012 года — доктор химических наук (Стратегия синтеза производных ферроцена и золота с каламитической структурой). С 2017 года занимает должность профессора Московского государственного университета имени М. В. Ломоносова.
В ходе научной деятельности неоднократно совершал заграничные поездки. Работал в университете штата Мэн в Ороно, США, в университете Хельсинки в Финляндии.
Имеет более 60 публикаций в научных журналах. Свободно владеет английским и немецким языками. Увлекается классической литературой, поэзией.
Был дважды женат: первая жена Марина Александровна, вторая жена Ирина Викторовна. От первой жены в 1979 году родилась дочь Юлия. В 2007 году родилась внучка Полина.
Умер 7 июня 2024 года после продолжительной болезни в возрасте 73 лет.

## Педагогическая деятельность
Уже в аспирантуре В. П. Дядченко проводил занятия в Школе юных химиков (с 1973 по 1976 годы). С 1977 года по 1982 год преподавал в химическом классе 171 школы города Москвы вместе с Сергеем Сергеевичем Чурановым и Владимиром Ивановичем Дайнеко. Ассистировал на лекциях по общему курсу органической химии профессорам Валерию Самсоновичу Петросяну и Юрию Сергеевичу Шабарову и вёл семинарские и практические занятия в студенческой группе 3 курса на Химическом факультете МГУ.
В 1998 году объединил курсы «Методы органической химии», «Стереоселективный синтез» и «Ретросинтетический анализ», читавшиеся дипломникам кафедры органической химии, в спецкурс «Органический синтез», который читает до сих пор. В процессе создания курса был проведен анализ большого массива литературных данных, имевшихся в библиотеках Химического факультета МГУ, Института элементоорганических соединений имени А. Н. Несмеянова РАН и Института органической химии имени Н. Д. Зелинского РАН. Весь материал курса построен на оригинальной научной литературе.
К настоящему[уточнить] времени курс состоит из двух частей («Методы органической химии», читаемые в осеннем семестре, и «Стратегия органического синтеза», читаемая в весеннем семестре), включает в себя семинарские занятия, разработанные совместно с Геннадием Владимировичем Латышевым, и занятия-доклады, на которых студентам предлагается выступить перед группой с докладами по полным синтезам различных молекул со сложной структурой. Курс пользуется популярностью у студентов и даже школьников. В 2019 году совместно с видеопроектом «Лекции выдающихся ученых» лекции В. П. Дядченко были записаны и теперь доступны в онлайн-формате на портале teach-in.
Автор большого числа методических пособий по органической химии. Перевел на русский язык книгу «Биометаллоорганическая химия» под ред. Ж. Жауэна. На основе материалов курса в 2023 году был издан учебник «Основы органического синтеза» в 2-х томах.
За годы работы под руководством В. П. Дядченко защищено 18 дипломных работ и 6 кандидатских диссертаций.

## Научная деятельность
Научные интересы В. П. Дядченко сосредоточены вокруг химии золотоорганических соединений, церийорганических соединений и производных ферроцена. Работы в этих направлениях выполнены совместно с Дмитрием Анатольевичем Леменовским, Кирой Иогановной Грандберг и Татьяной Валентиновной Бауковой.
Основное направление работ В. П. Дядченко включает в себя синтез, исследование строения и реакционной способности новых золотоорганических соединений. В рамках этой работы предложены новые реагенты для прямого аурирования органических соединений, впервые получены золоорганические производные кетонов, альдегидов, амидов, исследовано взаимодействие соединений золота с диазометаном. Синтезированы новые моно- и биядерные золотосодержащие производные ферроценового ряда, содержащие связи золото-золото и золото-железо, моно- би- и терядерные золотоорганические производные тетрафенилциклопентадиена.
Работы В. П. Дядченко оказали значительное влияние на развитие химии золотоорганических соединений. Работы в этом направлении ведутся в научной группе Д. А. Леменовского и В. П. Дядченко и в наши дни.
Успешно разрабатываются методы синтеза жестких стержнеобразных органических структур с ферроценильным и различными функциональными заместителями на противоположных концах протяженного органического линейного каркаса. Эти соединения являются основой нового семейства металлосодержащих фото- и редокс-чувствительных жидких кристаллов, а также перспективными маркерами биомолекул в биохимических исследованиях. В ходе этих работ открыта совершенно новая реакция прямого этинилирования ферроцена.
Совместно с коллегами разработан и запатентован альтернативный метод синтеза бензилдиметил[3-(миристоиламино)пропил]аммоний-хлорида, действующего вещества препарата «Мирамистин».

## Награды
Лауреат конкурса «Грант Москвы» в области естественных наук (2001 год). Лауреат конкурса Международной Соросовской программы образования в области точных наук (ISSEP) (2000 год).